# Ранний дриас
| Хронология                        | Похолодание/потепление (Восточная/Западная Европа) | Начало (тыс. лет назад) / ИКС (MIS) |
| --------------------------------- | -------------------------------------------------- | ----------------------------------- |
| Голоцен                           | Пребореальный период                               | Менее 11,7                          |
| Позднеледниковье                  |                                                    |                                     |
| Поздний дриас                     | 12,7                                               |                                     |
| Аллерёдское потепление            | 13,9                                               |                                     |
| Средний дриас                     | 14,1                                               |                                     |
| Бёллингское потепление            | 14,7 (MIS 1)                                       |                                     |
| Поздний пленигляциал              |                                                    |                                     |
| Ранний дриас                      | 16,9                                               |                                     |
| Вепсовская (Мекленбургская) фаза  | ~18                                                |                                     |
| Едровская (Померанская) фаза      | ~20                                                |                                     |
| Бологовская (Франкфуртская фаза)  | ~22,3                                              |                                     |
| Усвячская (Бранденбургская) фаза) | 24 (MIS 2)                                         |                                     |
| Дунаевское (Денекамп)             | ~28,2                                              |                                     |
| Средний пленигляциал              |                                                    |                                     |
| Шенское                           | ~30                                                |                                     |
| Ленинградское (Хенгело)           | ~39                                                |                                     |
| Ленинградское (Моерсхофт)         | ~47                                                |                                     |
| Кашинское (Эберсдорф)             | ~50                                                |                                     |
| Красногорское (Глинде)            | ~55,5                                              |                                     |
| Красногорское (Оерел)             | 58 (MIS 3)                                         |                                     |
| Ранний пленигляциал               |                                                    |                                     |
| Шестихинское (Шалкхольц)          | ~70 (MIS 4)                                        |                                     |
| Круглицкое (Оддераде)             | ~77 (MIS 5a)                                       |                                     |
| Лапландское (Редерсталь)          | ~85 (MIS 5b)                                       |                                     |
| Верхневолжское (Брёруп)           | ~93                                                |                                     |
| Верхневолжское (Амерсфорд)        | ~100 (MIS 5c)                                      |                                     |
| Курголовское (Хернинг)            | ~112 (MIS 5d)                                      |                                     |
| Микулинское межледниковье         |                                                    |                                     |
| ←Эемское потепление               | 128—117 (MIS 5e)                                   |                                     |

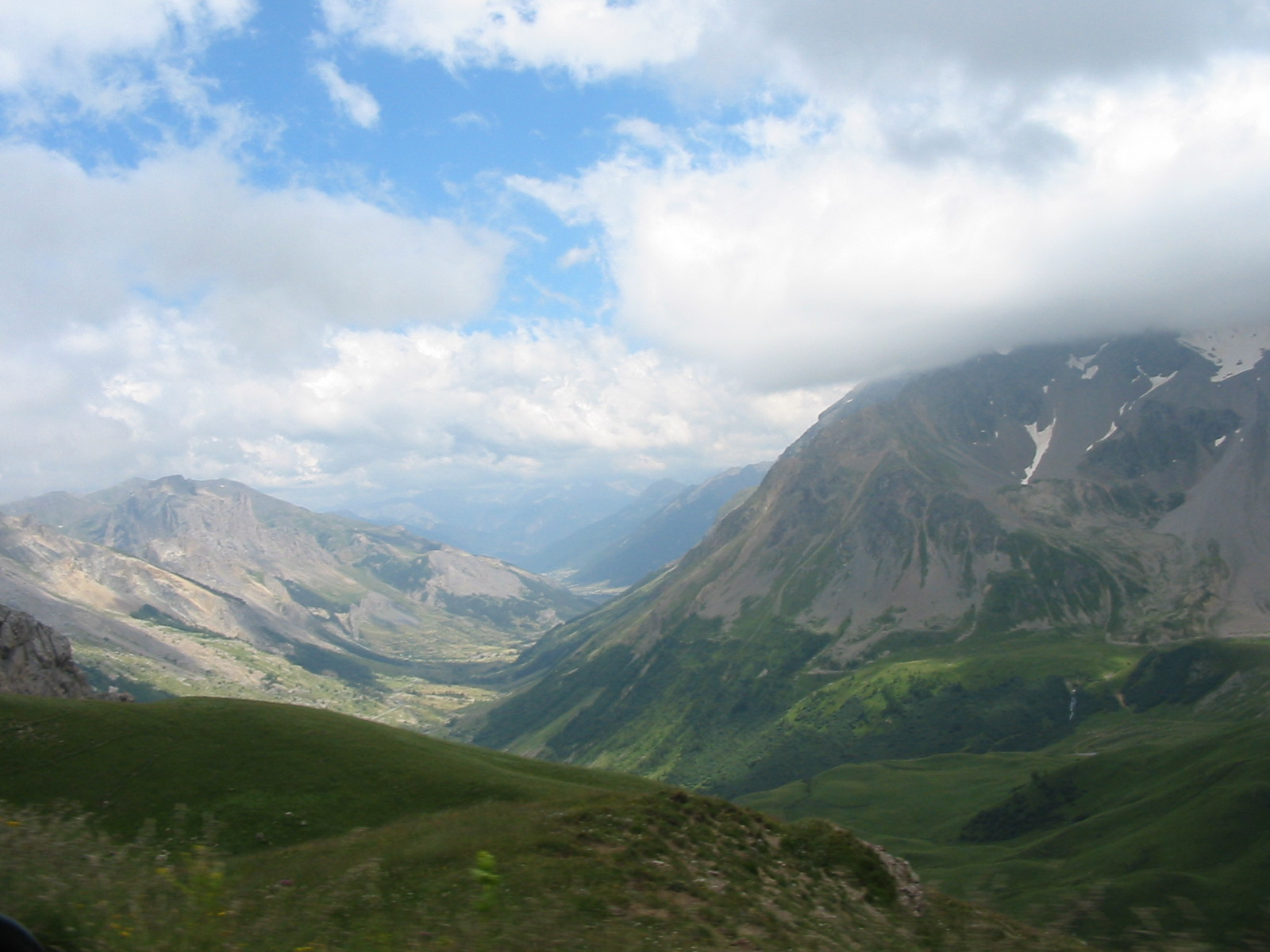
Альпийская долина. Типичный ландшафт низкогорий Европы во время раннего дриаса.

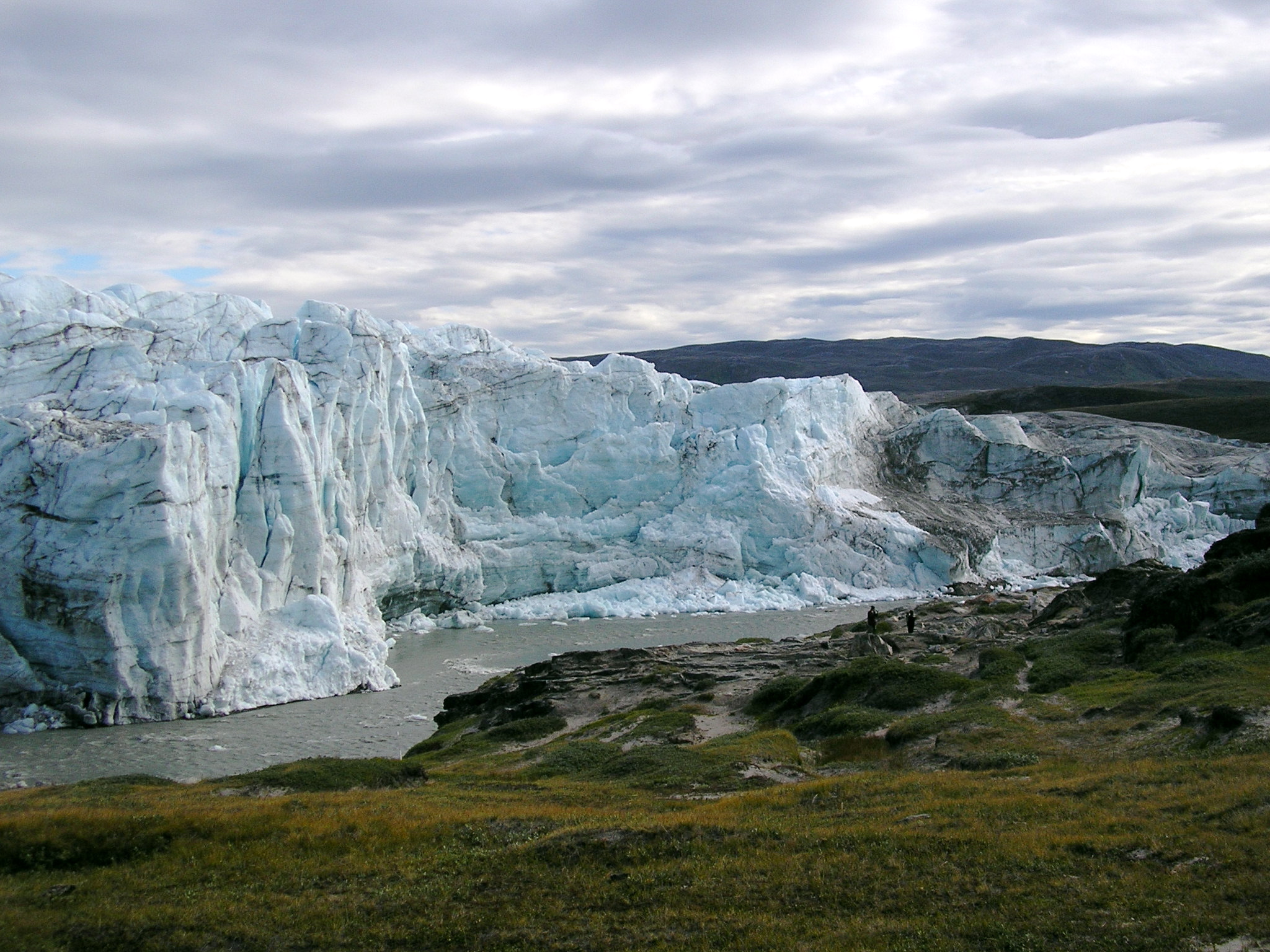
Язык ледника, Гренландия

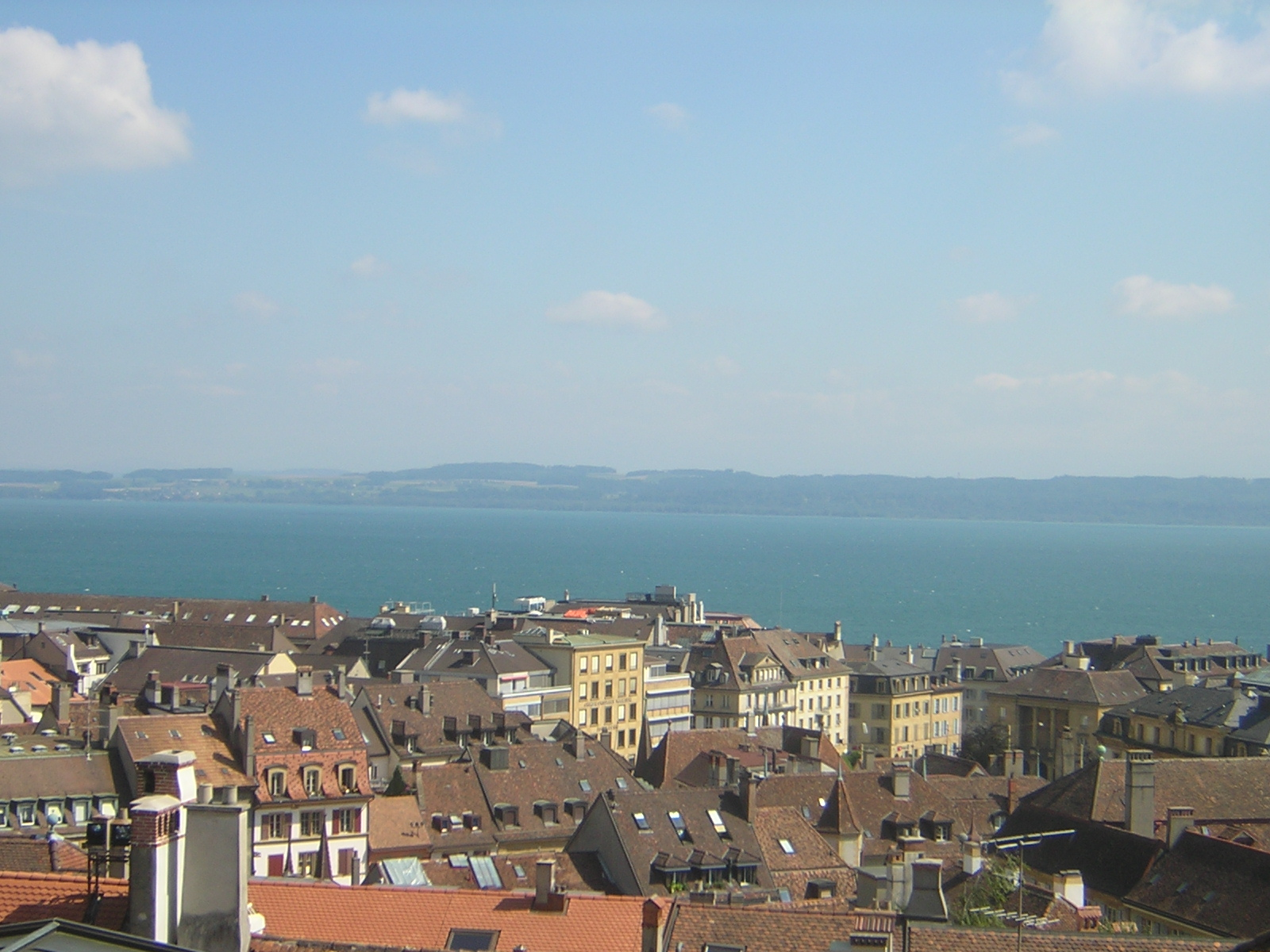
Озеро Невшатель, Швейцария

Ранний дриас — климатический период, относящийся к максимальному похолоданию после вислинского оледенения на севере Европы. В Альпах ранний дриас соответствует гшницкому периоду вюрмского оледенения. Все три периода, носящие название дриас, названы в честь растения дриада восьмилепестная, обнаруженного в пробах ледникового льда и в болотном торфе. Это растение было маркером распространения холодного климата на территории Европы. Ранний дриас соответствует пыльцовой зоне Ia.

## Хронология
Ранний дриас принято датировать примерно 16,9 — 14,7 тысяч лет назад. Дата окончания принята многими исследователями, причём получена разными методами. Закончился позднеледниковым интерстадиалом.

## Флора
Во время дриаса ландшафт Европы напоминал арктическую тундру, крупные деревья на большей части её территории отсутствовали. Были распространены кустарники и травянистые растения, такие, как:
- Злаки
- Полынь
- Карликовая берёза
- Salix retusa, карликовая ива
- дриада восьмилепестная

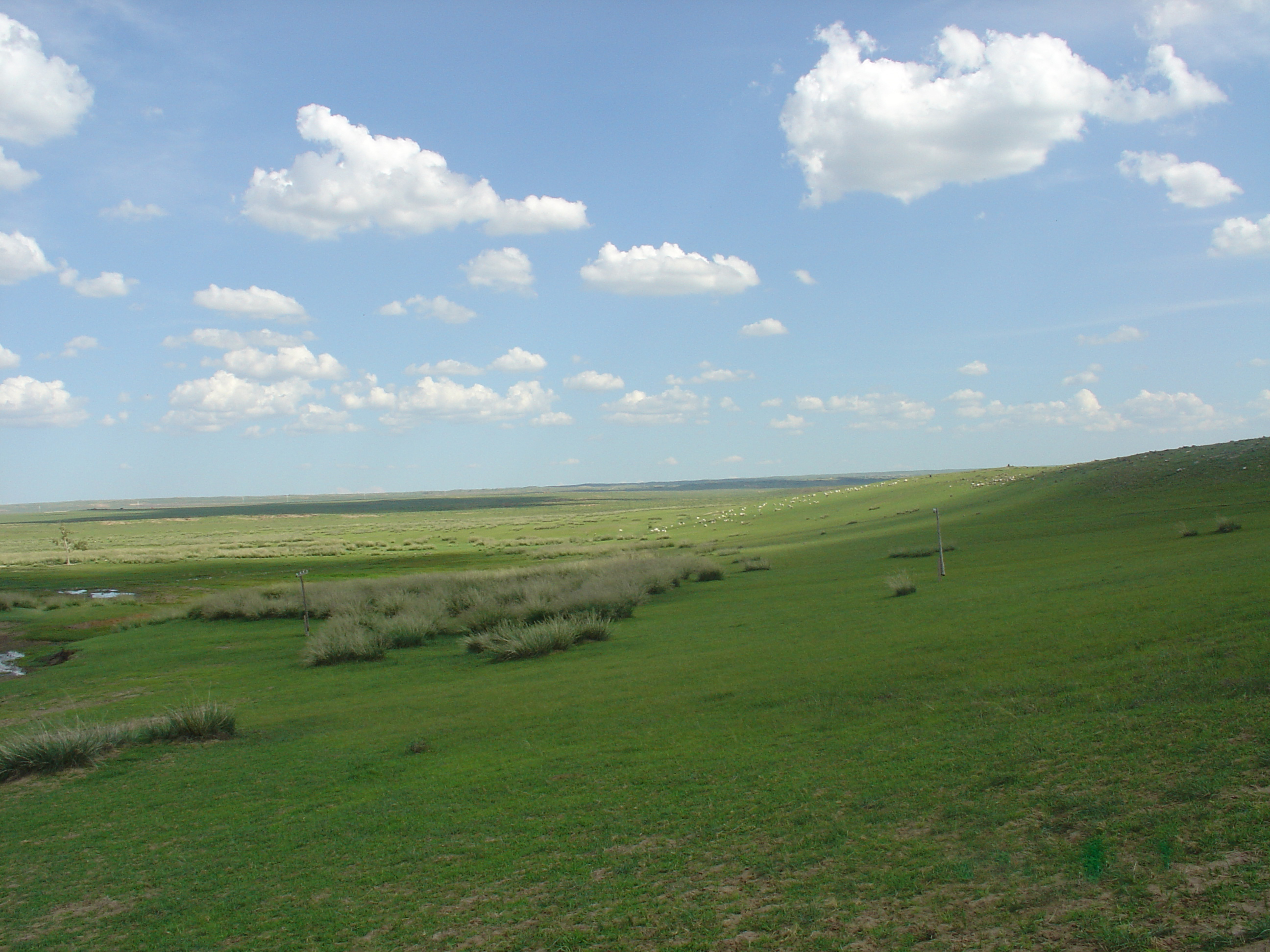
Травянистый пейзаж (Внутренняя Монголия)
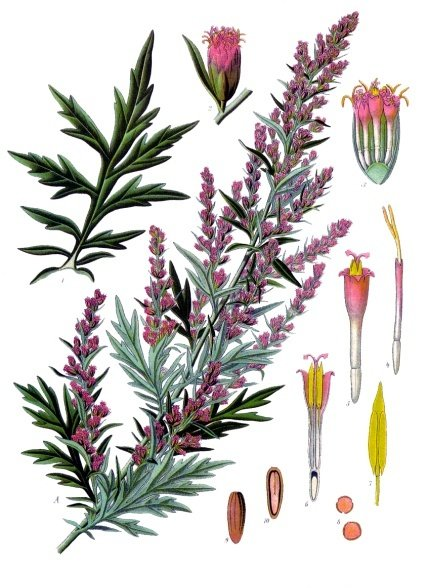
Полынь, Artemisia vulgaris
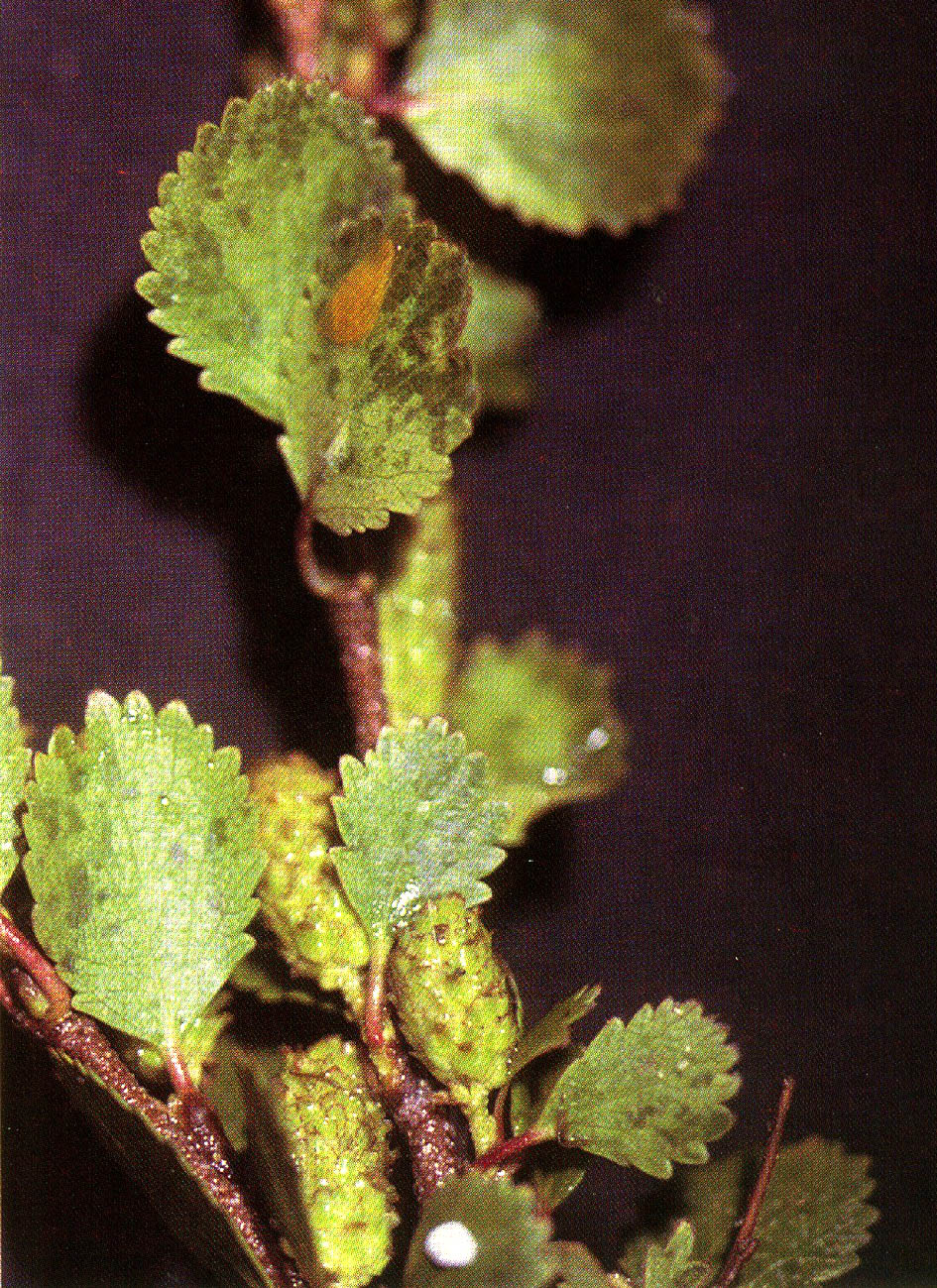
Карликовая берёза, Betula nana
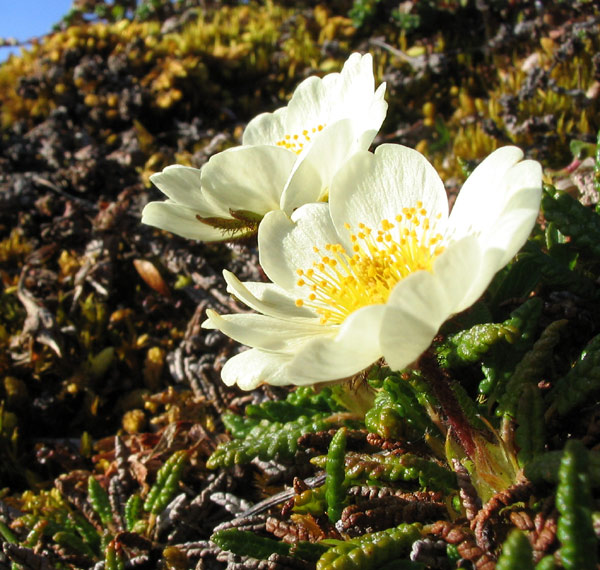
Дриада восьмилепестная, Dryas octopetala

## Фауна
Животный мир был в основном арктического типа, однако во время ледникового максимума теплолюбивые животные обитали в нескольких территориальных зонах, т. н. «убежищах», на территории Европы. Начиная с раннего дриаса они начинают вновь заселять Европу.
Бурый медведь проник на север одним из первых. Как показывают генетические исследования, североевропейские бурые медведи происходят из убежища в Карпатах, в Молдавии. Другими убежищами животных в Европе того времени были Италия, Испания и Греция. Вероятно, виды, на которые охотился человек на Невшательском озере в конце периода, присутствовали на нём в течение всего периода:
Птицы:
- Gavia arctica, чернозобая гагара
- Gavia stellata, краснозобая гагара
- Cygnus cygnus, лебедь-кликун
- Aquila chrysaetos, беркут

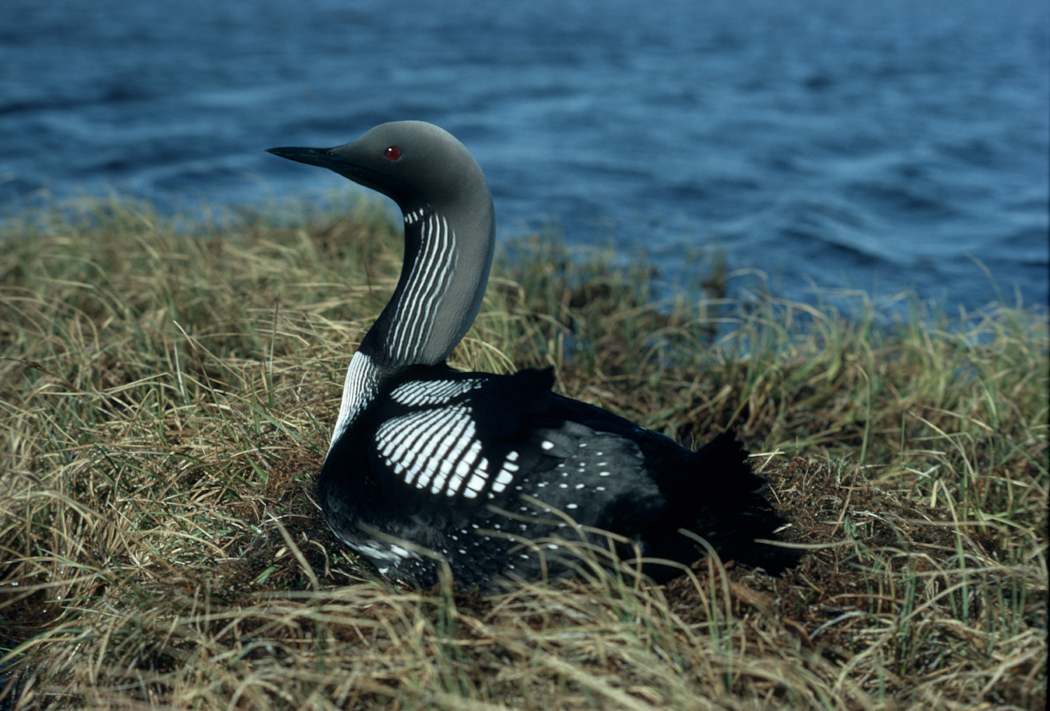
Gavia arctica
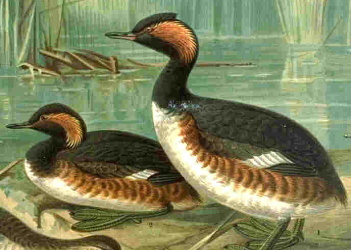
Podiceps nigricollis
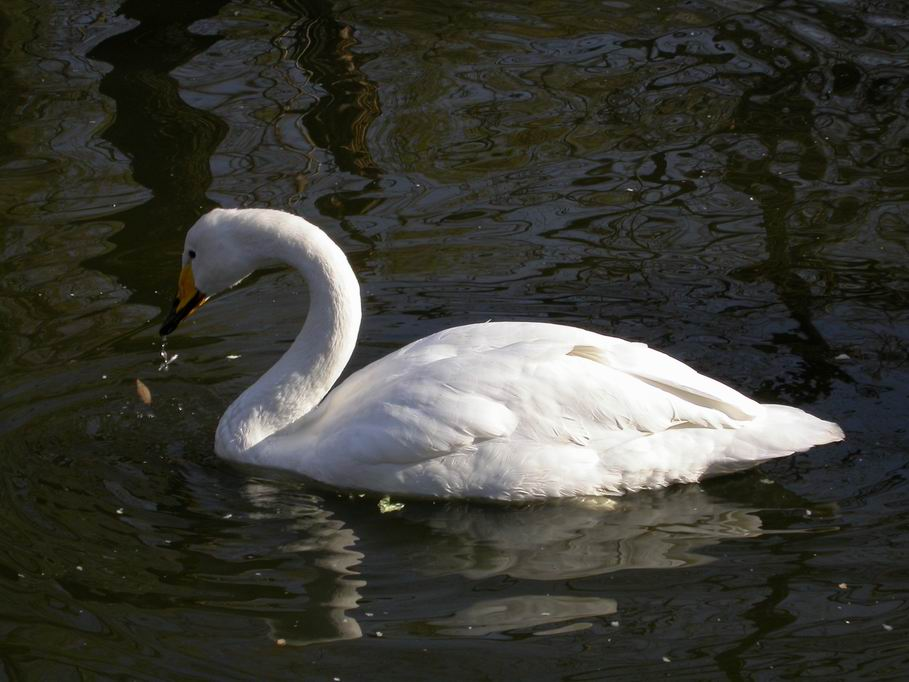
Cygnus cygnus
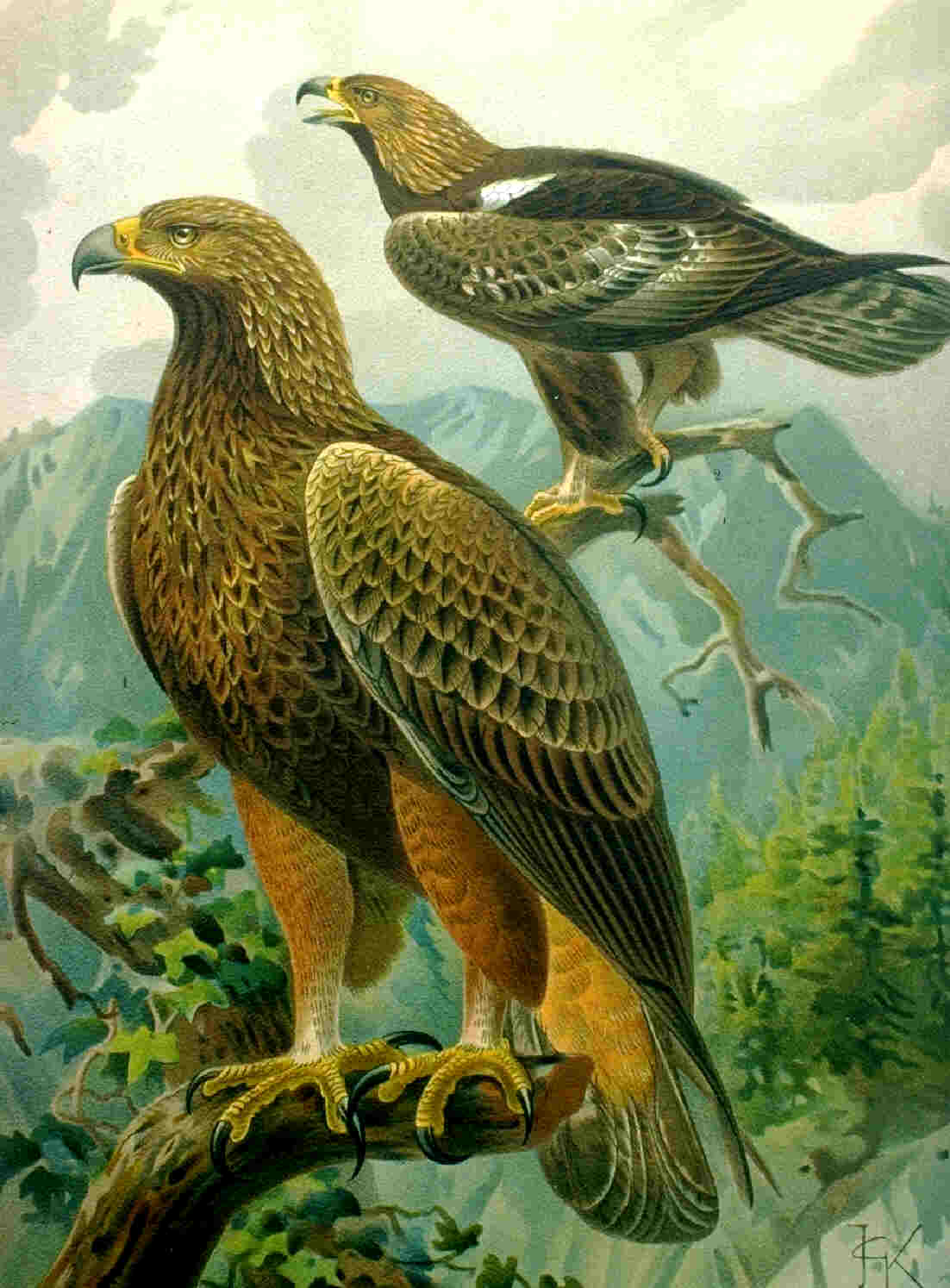
Aquila chrysaetos

Вышеприведенные птицы — в основном морские.
Рыбы:
- Lota lota, налим
- Thymallus thymallus, хариус
- Rutilus rutilus, плотва
- Salmo trutta, форель
- Salvelinus alpinus, голец

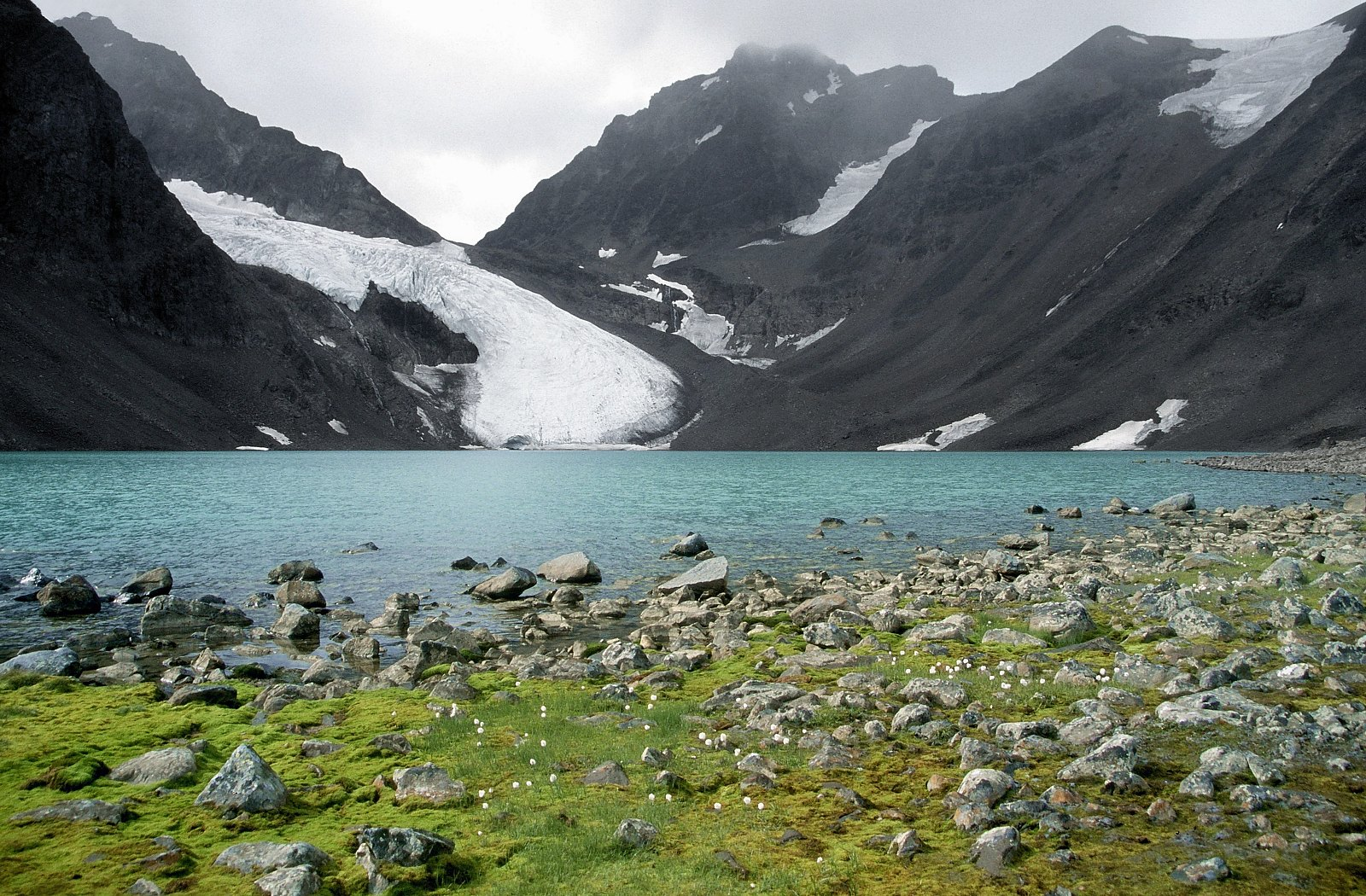
Ледниковый ручей
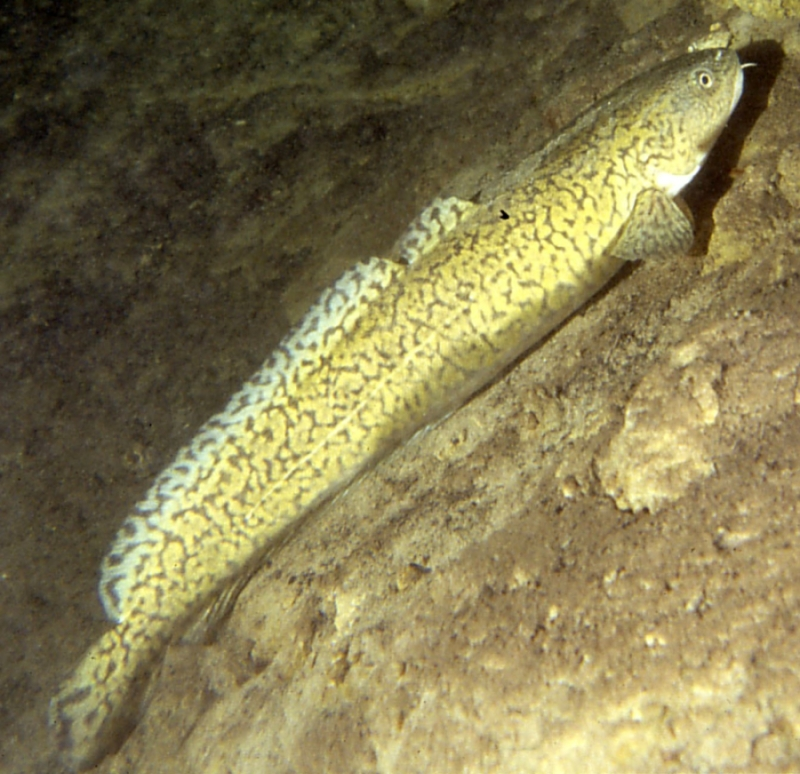
Lota lota
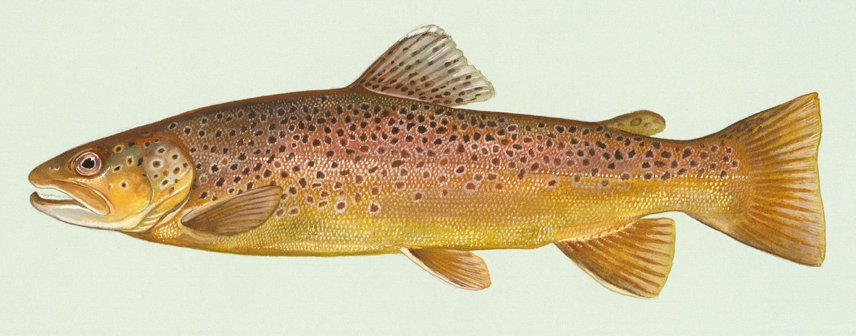
Salmo trutta
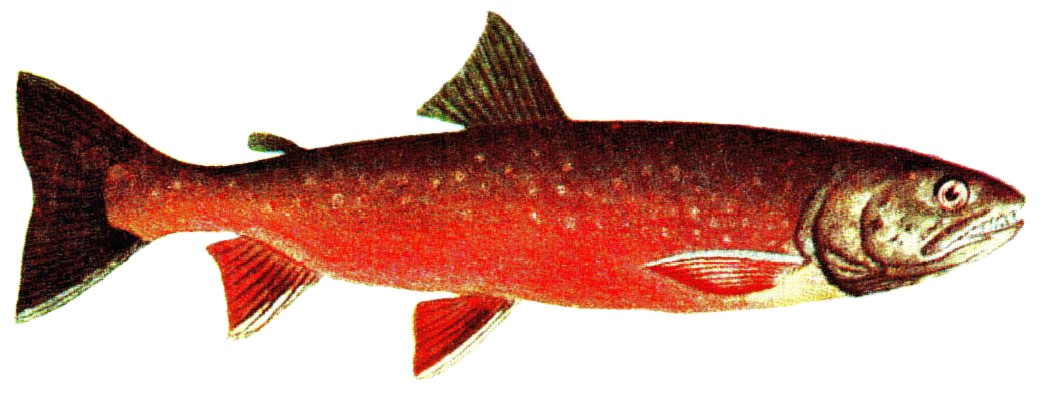
Salvelinus

Среди мелких животных, населявших травянистый ландшафт тундры, были представлены следующие: Хомяковые:
- Discrotonyx torquatus, воротничковый лемминг
- Microtus oeconomus, полёвка-экономка
- Microtus arvalis, обыкновенная полёвка
- Chionmys nivalis, снежная полёвка

Зайцеобразные:
- Lepus timidus, заяц-беляк

Беличьи:
- Marmota marmota, сурок

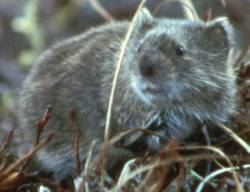
Microtus oeconomus
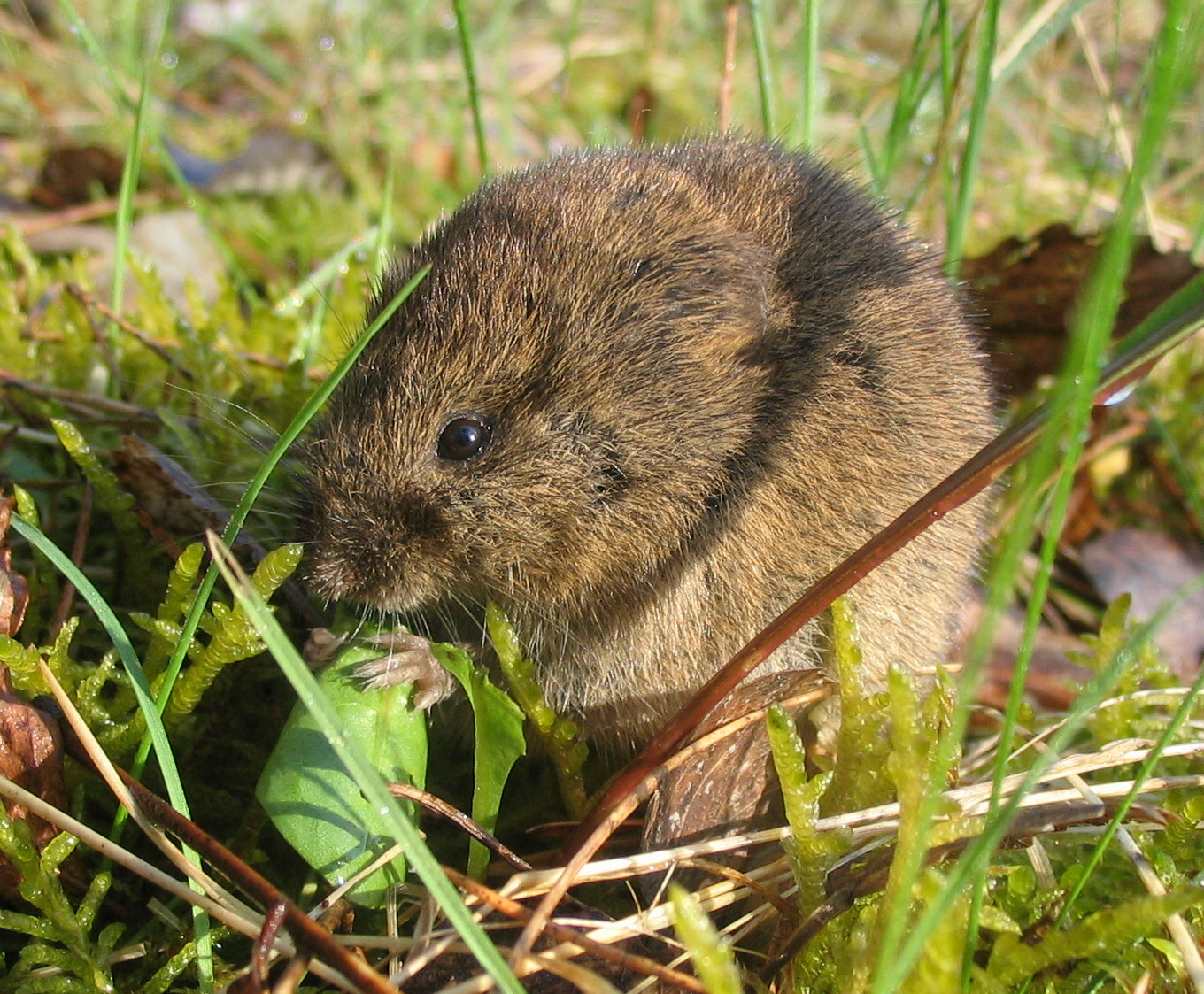
Microtus arvalis
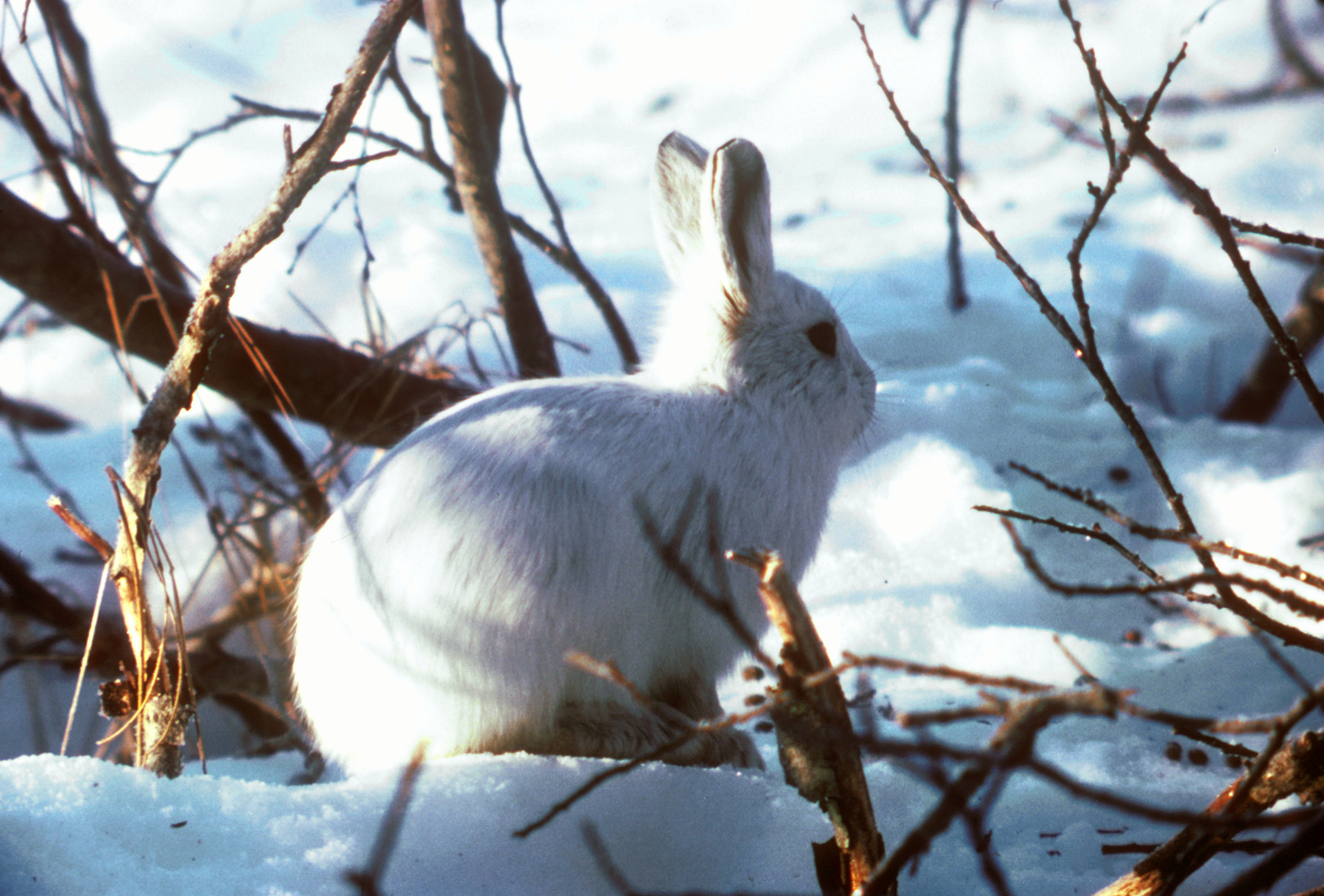
Lepus timidus
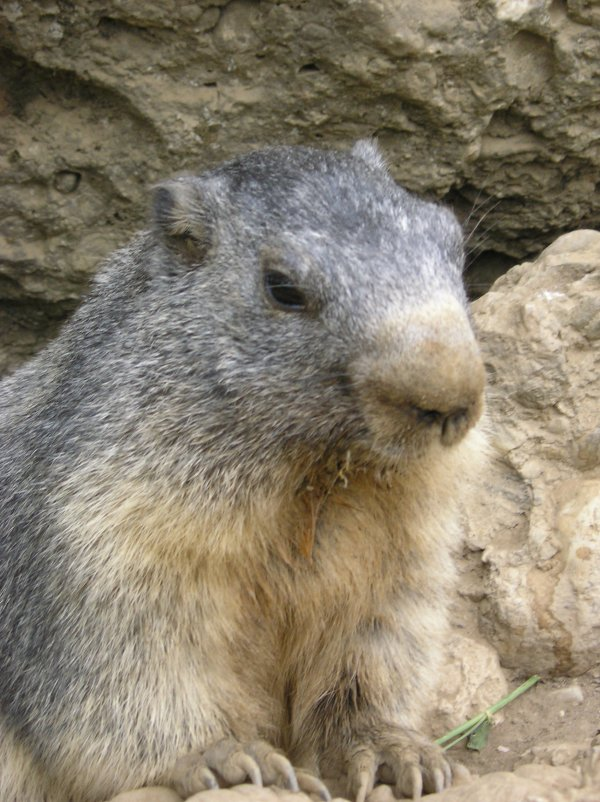
Marmota marmota

В дополнение к медведям и птицам существовали и другие хищники — охотники на мелких животных: Хищные:
- Felis lynx, рысь
- Alopex lagopus, песец
- Canis lupus, волк

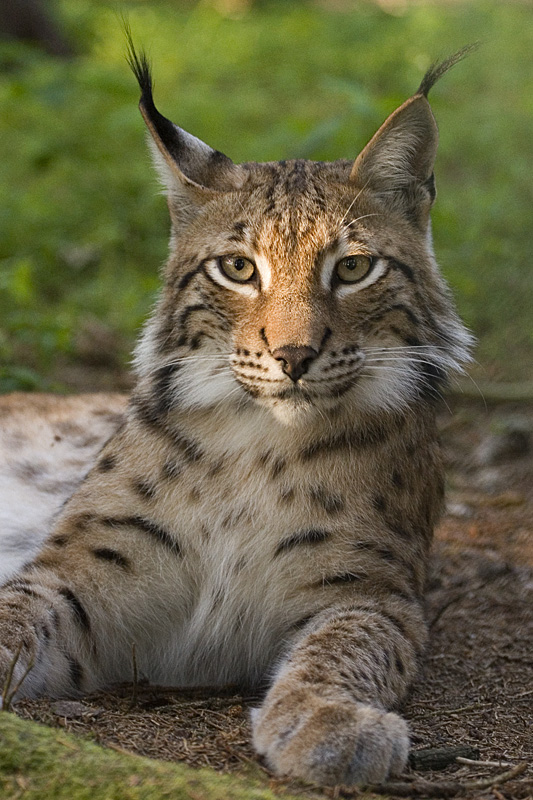
Рысь
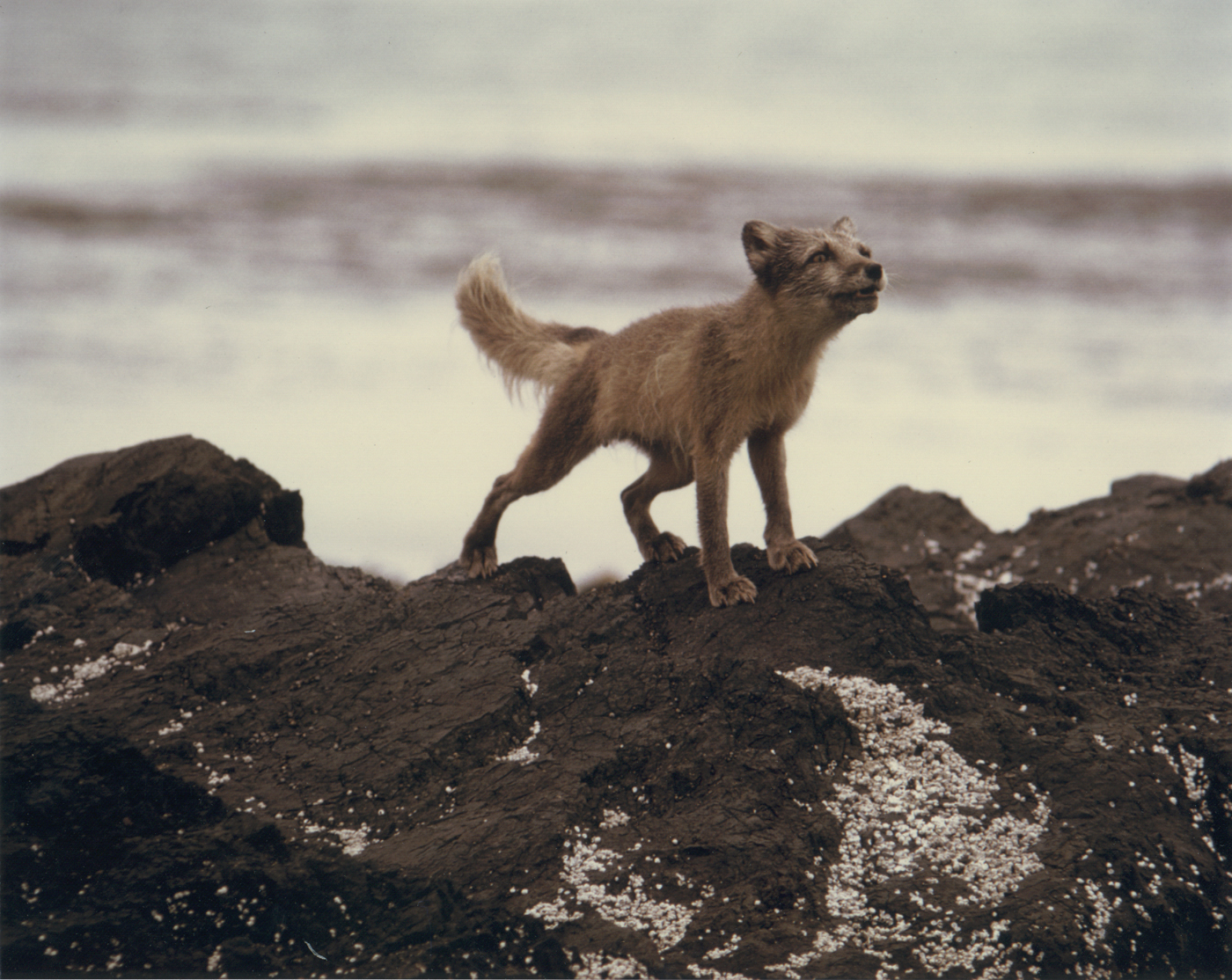
Песец
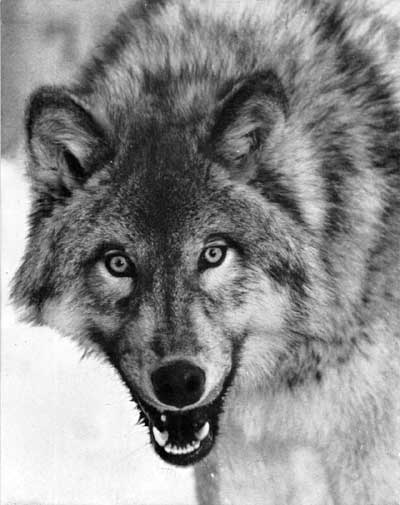
Волк
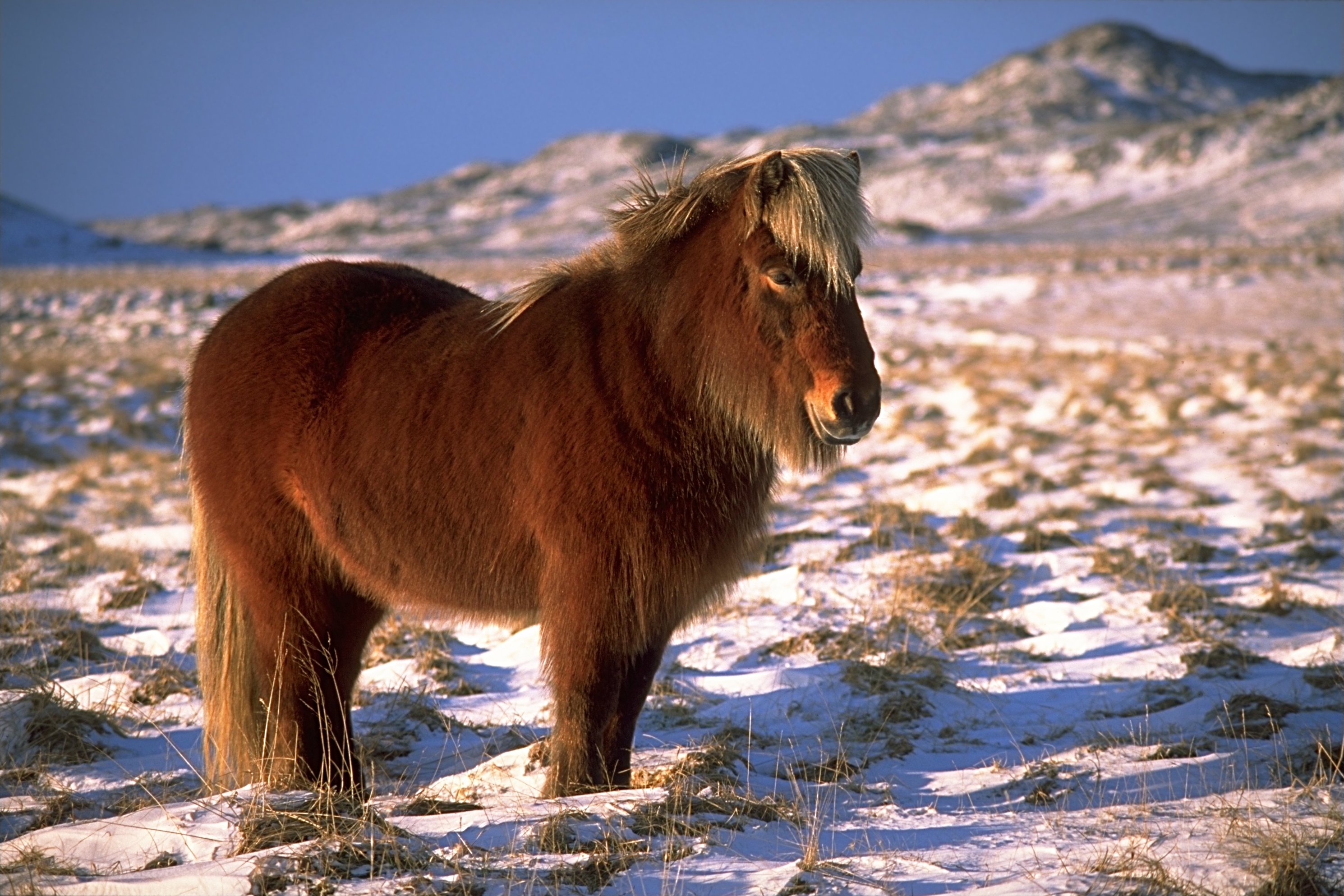
Исландская лошадь, напоминающая древнюю дикую лошадь

Для человека привлекательной дичью были крупные млекопитающие, такие, как:
- Rangifer tarandus, северный олень
- Equus ferus, дикая лошадь
- Capra ibex, горный козёл

В какой-то момент распространились крупные млекопитающие: гиена, шерстистый носорог, пещерный медведь и шерстистый мамонт.

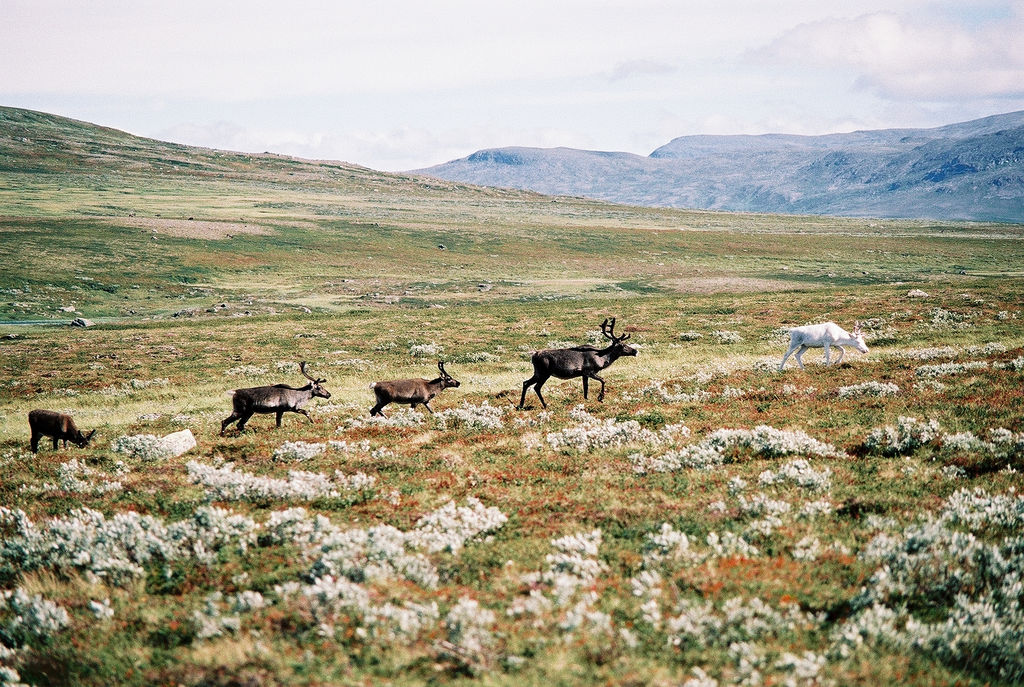
Северный олень
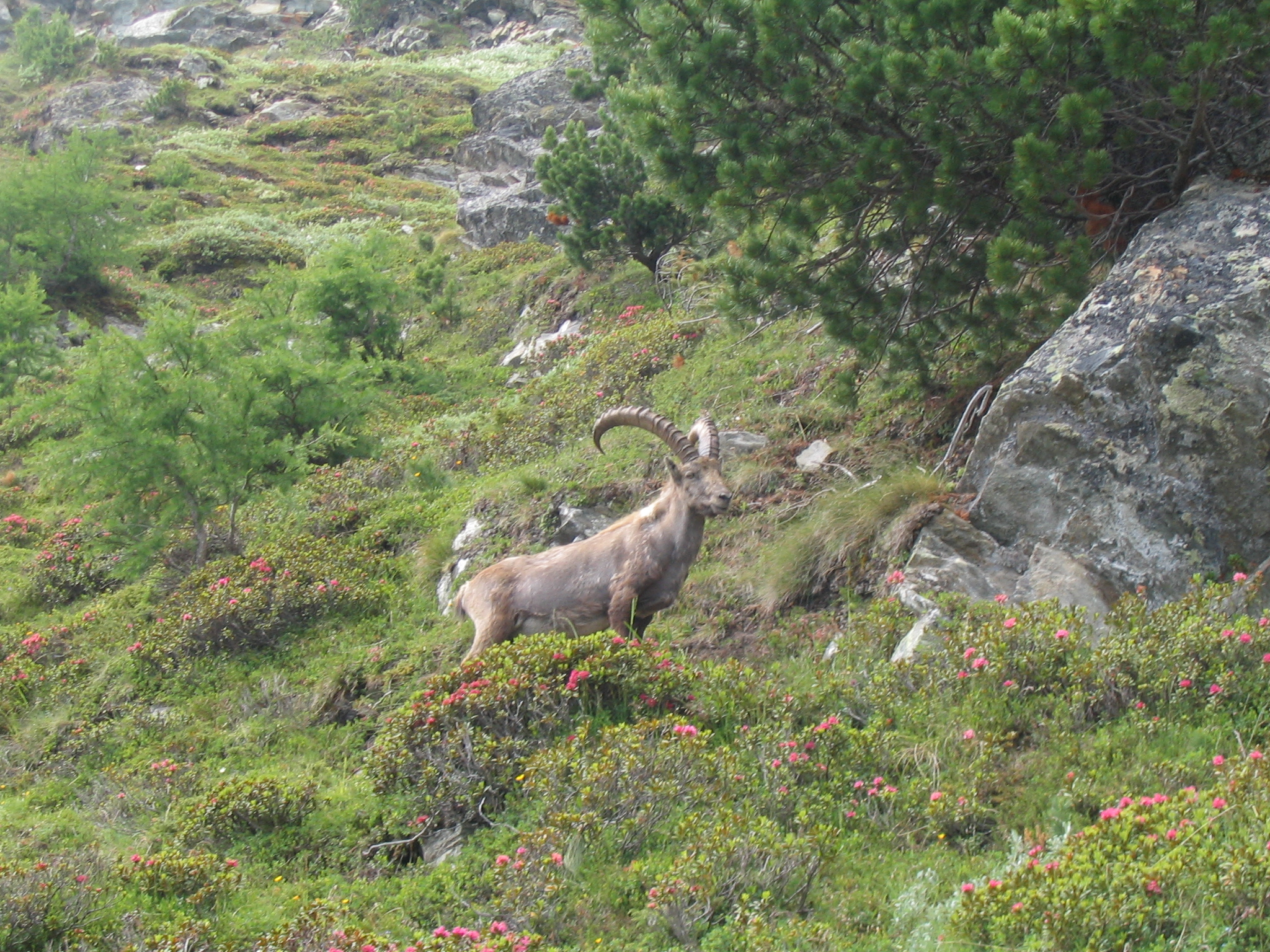
Capra ibex
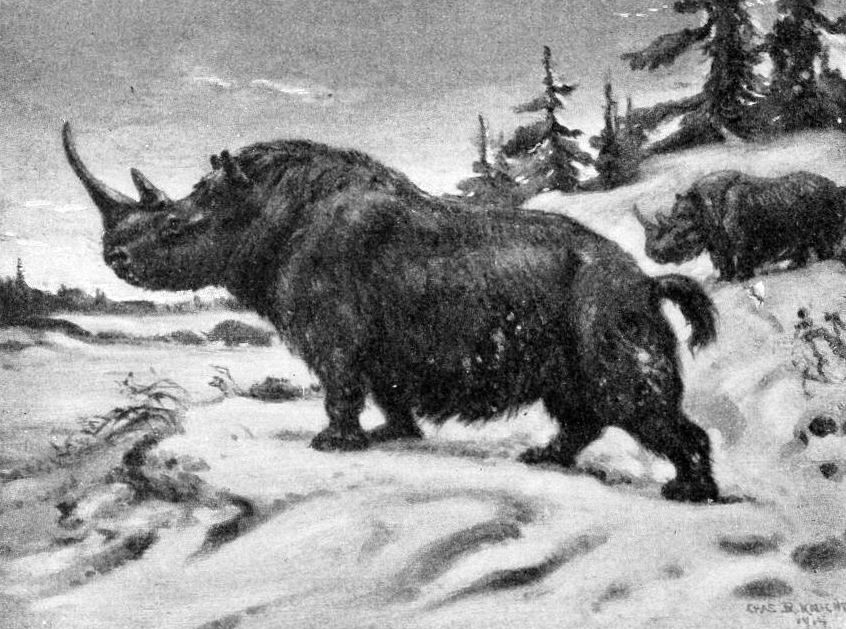
Шерстистый носорог
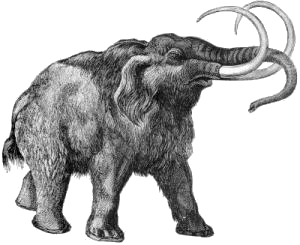
Мамонт

## Археология

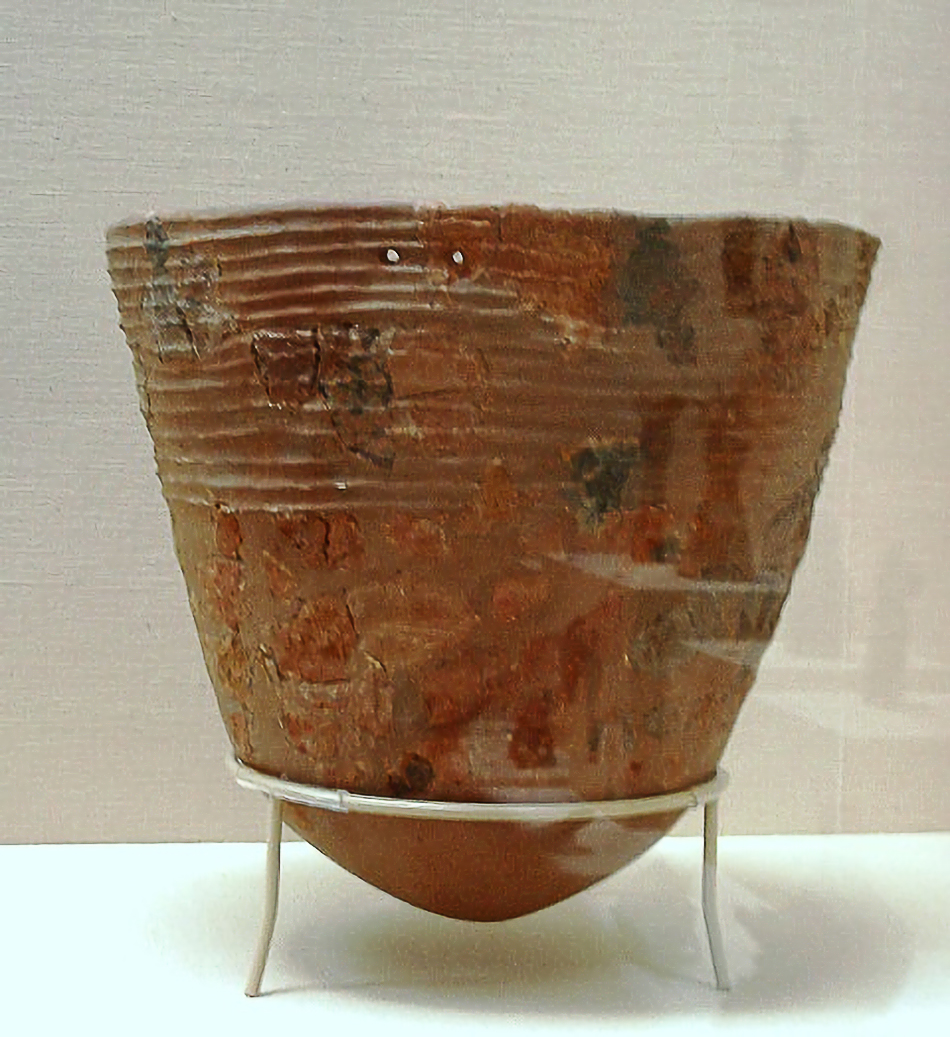
Дзёмонская керамика

Человеческие культуры в Европе к тому времени уже многие тысячелетия были представлены кроманьонцами и находились на уровне верхнего палеолита. Мадленская культура охотников на северных оленей преобладала в западной Европе. От Карпат и далее на восток эпиграветтская культура продолжала традиции предыдущей граветтской.
На Дальнем востоке дзёмонская культура уже перешла к оседлому образу жизни, производила пищу, вероятно, выращивала рис, и даже создала древнейшую известную керамику.
Одним из наиболее примечательных открытий, связанных с указанным периодом, был домашний волк — разновидность canis lupus с меньшими зубами. Также была обнаружена домашняя собака, canis familiaris. Считается, что эти животные помогали человеку на охоте, однако в связи с природой охоты того времени они научились помогать пастухам пасти стада.